# Nerocila armata
Nerocila armata är en kräftdjursart som beskrevs av James Dwight Dana 1853. Nerocila armata ingår i släktet Nerocila och familjen Cymothoidae. Inga underarter finns listade i Catalogue of Life.

## Bildgalleri

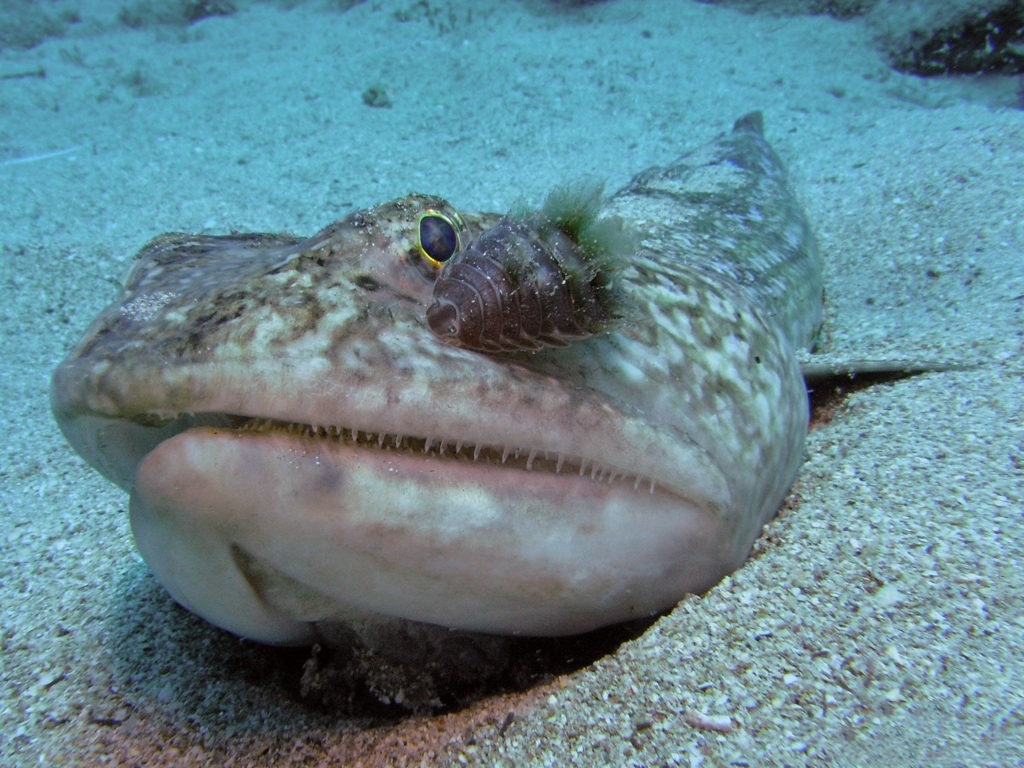